# Міжвідомча розвідка
Міжвідомча розвідка Пакистану (урду انٹر سروسز انٹلیجنس, Inter-Services Intelligence, ISI) — основний орган зовнішньої розвідки і контррозвідки Пакистану. Штаб-квартира пакистанської розвідки перебуває в Ісламабаді. На 2019 рік її очолює генерал-лейтенант Фаїз Хамід.

## Історія створення
ISI  була створена у 1948 році з метою укріплення обміну воєнною інформацією між трьома галузям збройних сил Пакистану після індо-пакистанської війни 1947 року, котра виявила недоліки у зборі розвідувальних даних і координації між пакистанською армією, ВПС і ВМС.

## Сприйняття
Критики ISI стверджують, що вона стала державою в межах держави, і не має контролю влади. Деякі аналітики кажуть, що це пов’язано з тим, що органи розвідки у всьому світі завжди залишаються в таємниці. Однак критики стверджують, що інституція повинна бути більш підзвітною перед президентом чи прем'єр-міністром. Бажаючи змінити ситуацію, уряд Пакистану розпустив так зване "політичне крило" ISI у 2008 році.

## ISI у період Афганської війни (1979-1989)
У період Афганської війни (1979-1989), діловим агентом ЦРУ США і технічним виконавцем операції «Циклон» була міжвідомча розвідка ISI. Через неї частково здійснювалася купівля озброєння, вона відповідала за підготовку членів афганської опозиції у пакистанських таборах. Є свідоцтва участі міжвідомчої розвідки  у цілому ряді військових зіткнень Афганської війни (1979-1989), у прикордонних з Пакистаном провінціях ДРА, військовослужбовці пакистанських спецслужб брали участь у військових зіткненнях з підрозділами сил ДРА.
За період Афганської війни (1979-1989) на засоби операції «Циклон», ISI навчила і озброїла більш ніж 100 тисяч членів афганських антиурядових формувань, займалася вербуванням добровольців (найманців) в арабських та ісламських країнах, у державах Перської затоки і у Синьцзян-Уйгурського району Китаю.
За різними оцінками, було мобілізовано до 35 тисяч іноземних мусульман з 43 ісламських країн. Фінансування програми «Циклон» збільшувалося з року в рік, завдяки активній підтримці ряду політиків і військових діячів США. Пакистану на підготовку і постачання формувань афганських заколотників різного роду озброєнням, включаючи переносні ракетно-зенітні комплекси «Стінгер» було перераховане у вигляді кредитних траншів і економічної допомоги — до 20 мільярдів доларів США.

## ISI і Аль-Каїда
Витоки виникнення «Аль-Каїди» відносяться до початку війни у Афганістані. США розглядали появу радянських частин біля кордонів Пакистану як акт агресії, та радянського експансіонізму. Відповіддю стала операція «Циклон», у рамках якої через Пакистанську Міжвідомчу розвідку США направляли фінансову допомогу афганським моджахедам.
У 2000 році Секретна розвідувальна служба встановила, що Межвідомча розвідка бере участь в діяльності тренувальних таборів «Аль-Каїди».
У 2012 році з перехопленої пошти Stratfor стало відомо, що під час операції по усуненню Осами бен Ладена були захоплені документи з котрих випливало, що між бен Ладеном і пакистанською розвідкою неодноразово проходили зустрічі.

## Жінки-агентки
17 серпня 2005 року Велика Британія відкликала воєнного аташе зі своєї посади у Пакистані, у зв'язку з втратою довіри. За повідомленнями британського Міністерства оборони — аташе був відкликаний після «внутрішнього розслідування», причиною якого стали його «недоречні відносини» з одруженою пакистанкою (котра за даними британської розвідки, імовірно, була агенткою МВР).

## Напади на журналістів
Amnesty International опублікував документ про розслідування ISI щодо справи про вбивство Саліма Шахзда.